# 1891 en photographie
| Années de la photographie : 1888 - 1889 - 1890 - 1891 - 1892 - 1893 - 1894    |
| Décennies de la photographie : 1860 - 1870 - 1880 - 1890 - 1900 - 1910 - 1920 |

Cet article présente les faits marquants de l'année 1891 en photographie.

## Événements
- Gabriel Lippmann présente le procédé de la photochromie interférentielle : il ne repose pas, comme les autres procédés de photographie en couleurs, sur la trichromie, mais sur les interférences entre ondes lumineuses incidentes et réfléchies ; le procédé enregistre le spectre visible de l'image et reproduit les couleurs sans recours à des colorants ; Lippmann reçoit le prix Nobel de physique en 1908 pour ce procédé.
- Leo Baekeland, chimiste belge installé aux États-Unis, commercialise le Velox, un papier photographique qui a la capacité de se développer sous une lumière artificielle, et donc rapide et sûr car non lié aux variations d'intensité du jour[1].
- Le chimiste Alphonse Seyewetz est nommé  chef de service de la société des Frères Lumière.
- Jonathan Adagogo Green, premier photographe professionnel du royaume du Bénin (actuel Nigeria), ouvre un studio photographique à Bonny.
- Alice Hughes ouvre à Londres, Gower Street, un studio professionnel de photographie[2].
- Lina Jonn ouvre un studio photographique à Helsingborg en Suède.
- 6 juin : Nicola Perscheid ouvre un studio photographique à Dresde.
- Création du Photo-club rouennais à Rouen présidé par Henri Gadeau de Kerville.
- Création de l'Union internationale de photographie.
- Le Photo-club de Paris édite un périodique, organe de liaison mensuel, le Bulletin du Photo-club de Paris[3].

## Photographies notables

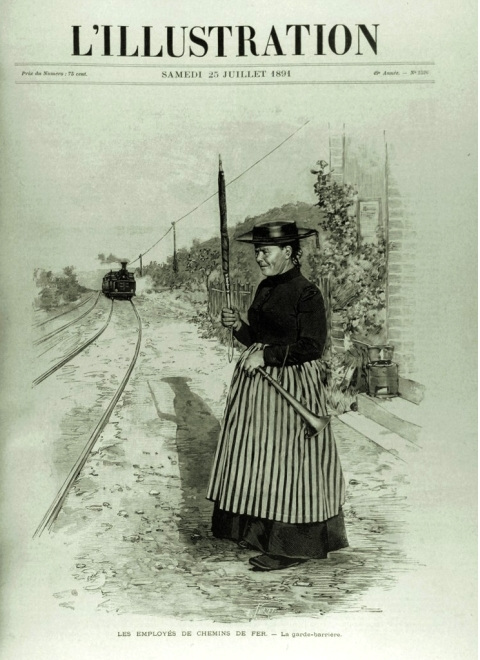
La garde-barrière, une de L'Illustration du no 2526, 25 juillet 1891.

- 25 juillet : la revue L'Illustration publie à la une une illustration représentant La garde-barrière, reproduite par Henri Thiriat d'après une photographie d'Ernest Clair-Guyot. Elle est citée comme l'une des premières reproductions par un procédé de photogravure dans la presse française ; cependant, le procédé avait déjà été utilisé quelque temps auparavant par la revue[4].
- Joannès Barbier, homme d'affaires français, reconverti comme photographe et installé à Dakar au Sénégal, accompagne des officiers français lors du conflit contre l’empire toucouleur ; il photographie à Bakel des cadavres entassés ou décapités lors des exécutions de Toucouleurs ; deux de ses photographies, reproduites par L'Illustration en avril, suscitent une crise médiatique et politique en France[5],[6].

## Livres de photographies
- Romualdo Moscioni, spécialisé en photographie d'architecture, effectue des campagnes photographiques dans le sud de l'Italie, sur commande du Ministero della Pubblica Istruzione, dans le cadre de l'effort de l'Italie post-unification pour recenser le patrimoine culturel du pays à travers le nouveau médium photographique[7] ; il publie à Rome de 1891 à 1903 Raccolta fotografica dei monumenti normanni, svevi angioini ed aragonesi dell'Italia meridional en 2 volumes et 236 photographies ; l'ouvrage est connu sous le nom d'Apulia Monumentale[8],[9].

## Études, essais, articles
- Albert Bergeret et Félix Drouin, Les récréations photographiques, Paris, Charles Mendel, 1891 (Lire en ligne)

Albert Bergeret et Félix Drouin proposent à leurs lecteurs les « passe-temps scientifiques les plus charmants » (photographier des éclairs ou des feux d'artifice ; fixer sur un papier photographique des cristallisations formées sur une plaque de verre laissée au froid, etc.) ainsi que de réaliser des photomontages ou un loto photographique, dans un but récréatif. L'ouvrage est réédité en 1893 (Lire en ligne).
- Alphonse Berget, Photographie des couleurs, par la méthode interférentielle de M. Lippmann, Paris, Gauthier-Villars et fils, 58 p. (lire en ligne).
- Léon Vidal, Manuel pratique d'orthochromatisme, Paris, Gauthier-Villars, coll. « Annales de la photographie », XVI-127 p.

## Expositions
- 4 mai - 14 juin : Internationale Ausstellung künstlerischer Photographien organisée à Vienne en Autriche  par le Club der Amateur-Photographen in Wien[11].

## Festivals et congrès photographiques
- 2e Congrès international de photographie, Bruxelles.

## Naissances
- 4 janvier : Gunnar Lönnqvist, homme d'affaires et photographe finlandais, mort le 26 décembre 1978, mort en novembre 1940.
- 12 janvier : George W. G. Allen, ingénieur britannique, pionnier de la photographie aérienne à des fins de recherche archéologique.
- 10 mars : Claudi Carbonell, photographe catalan, mort le 24 juin 1970.
- 19 mars : Jean Reutlinger, photographe français, mort le 22 août 1914.
- 22 avril : Laura Gilpin, photographe américaine, morte le 30 novembre 1979.
- 28 avril : Albert Rudomine, photographe français, mort le 2 avril 1975.
- 27 mai: Liu Bannong, linguiste, poète et photographe chinois, mort le 14 juillet 1934.
- 6 juin : Clément Dessart, photographe belge, mort en 1973.
- 19 juin : John Heartfield, artiste allemand, l'un des premiers à utiliser la technique du photomontage, mort le 26 avril 1968.
- 2 juillet : Kōshirō Onchi, peintre, graveur et photographe japonais, mort le 3 juin 1955.
- 20 septembre : Oscar Forel, photographe suisse, mort le 7 novembre 1982.
- 5 novembre : Martín Chambi, photographe péruvien, mort le 13 septembre 1973.
- 23 novembre : Alexandre Rodtchenko, peintre, sculpteur, et photographe russe, l'un des fondateurs du constructivisme russe, mort le 3 décembre 1956.
- 7 décembre : Hans Finsler (de), photographe suisse, fondateur de la première formation spécialisée en photographie à la Kunstgewerbeschule de Zürich, mort le 3 avril 1972.

- Date précise inconnue :
  - Henry Swift, photographe américain, membre du Groupe f/64, mort en 1962.
  - Gesshū Ogawa, photographe japonais, mort en 1967.

## Décès
- 2 janvier : Louis-Jean Delton, militaire français, photographe spécialisé dans la photographie de chevaux et de courses hippiques, né le 20 avril 1807.
- 10 avril : John Adams Whipple, inventeur et photographe américain, pionnier de la photographie astronomique, né le 10 septembre 1822.
- 20 mai : Jules Richard, dit aussi Rishar Khan, photographe français actif en Iran, né le 17 octobre 1816.
- 23 mai : Francis Chit, photographe thaïlandais, né en 1830.
- 17 juillet : Ferdinand Mulnier, photographe français, né le 18 février 1817.
- 17 septembre : Joseph Petzval, inventeur et physicien hongrois, qui réalise le premier calcul d'un objectif avec une ouverture lumineuse élevée pour la photographie de portrait, né le 6 janvier 1807.
- 25 novembre : William Notman, photographe et un homme d'affaires canadien, né le 8 mars 1826.
- 11 décembre : William Edward Kilburn, photographe britannique, né le 28 novembre 1818.
- 21 décembre : Georg Emil Hansen, photographe danois, né le 12 mai 1833.
- Date précise inconnue :
  - John Papillon, ingénieur et photographe britannique, né en 1838.